# Nils Hartzell
Nils Hartzell, född 15 augusti 1885 i Hedvigs församling i Norrköping, död 20 maj 1962 i Matteus församling i Norrköping, var en svensk friidrottare (höjdhopp). Han tävlade för klubbarna IFK Norrköping (år 1904) och AIK (år 1907).
År 1904 tog Hartzell SM-guld i höjdhopp med resultatet 1,70 m.
Han blev år 1907 den första officielle rekordhållaren i stående höjdhopp genom att hoppa 1,42 m. Han behöll rekordet tills Allan Bengtsson år 1908 förbättrade det till 1,47 m.
Nils Hartzell är gravsatt i Krematorielunden i Norrköping.